# Epichoristodes wankwia
Epichoristodes wankwia es una especie de polilla del género Epichoristodes, tribu Archipini, familia Tortricidae. Fue descrita científicamente por Razowski en 2014.

## Distribución
La especie se distribuye por República Democrática del Congo.